# コロコロカービィ
『コロコロカービィ』は、2000年8月23日に任天堂から発売されたゲームボーイカラー用アクションゲームである。アメリカでは2001年4月9日発売。

## 概要
主人公のカービィを操作し、デデデ大王によって隠されてしまったプププランドの星を取り戻す事が目的。世界初の動きセンサーカートリッジを搭載している。本作はカービィの動きがゲーム機本体と連動しており、本体を右に傾ければカービィも右に、左に傾ければ左に転がり、跳ね上げるとカービィもジャンプするようになっている。
本作はゲーム誌『ファミ通』の「クロスレビュー」にてシルバー殿堂を獲得した。後に続編となる『コロコロカービィ2』の制作が発表されたが、開発中止によりお蔵入りとなった。
内蔵センサーでの操作が中心となっていることから、バーチャルコンソール等の移植は長らく行われていなかったが、2023年2月9日に配信されたNintendo Directにて『ゲームボーイ Nintendo Switch Online』の収録ソフトのひとつとして配信予定であることが発表され、同年6月6日、収録ソフトに追加された。

## システム
本作の最大の特徴は、ソフト内に内蔵されたジャイロ・加速度センサーによりゲームボーイ本体の動きと連動してカービィを全方向に転がしたり、はね上げてジャンプ操作できることである。傾きの設定に関してはオプション設定で、ゲームボーイ本体を水平にするもの（すいへい）と、ゲームボーイを斜めに持つことを前提としたもの（GB）、いずれかを選択することが可能。この傾き設定はセレクトボタンを押すことで、ゲームプレイ中でも再設定が可能（一時的にポーズと同等の状態になり、本体の傾きを調整後にAボタンを押すことでその時点の傾きをゲーム内での水平の角度として再設定し再開する）。
本作ではカービィの特技である吸い込みや、コピー能力といった攻撃はできない。カービィの攻撃は基本的に、跳ね上げて攻撃するのみなので、メインの作品と異なり敵に触れても、敵本体にはダメージがいかないため消滅せず、最終的には体力がなくなりミスになる。跳ね上げるごとに、敵キャラが3つのアイテムに変化し、4人以上の敵キャラを同時に跳ね上げると、青い星のかけらに変化し、一定の時間内にすべて集めるとカービィが1UPする。
また、本ゲームではカービィシリーズでは珍しい「制限時間」が設けてあり、時間内にクリアしなければもちろんミスとなる。しかし、タイムパネルなどのアイテムで時間を増やすことができる。ゲーム内容は、各ステージに隠されている『レッドスター』を全て集めればEXステージに進めるようになっている。当然、EXステージでもレッドスターを集めなければ、クリア率100%には至らない。EXステージではステージ難易度が上がっている。

### 動作環境
センサーカートリッジによって動作する仕様だが、ゲームボーイアドバンスSPではカートリッジを下方向から挿すよう変更されているために傾きが上下左右反転になり、正常にプレイすることができない。そのため本作を仕様通りにプレイできる環境は、『ゲームボーイ Nintendo Switch Online』での移植版の配信（2023年6月）まではゲームボーイカラーおよびゲームボーイアドバンスのみであった。
ニンテンドー ゲームキューブ周辺機器のゲームボーイプレーヤーにおけるプレイについて、任天堂公式ではセンサーカートリッジを使用したゲームはプレイ不可能としている。しかし実際には、ニンテンドーゲームキューブ本体のコントローラ端子を正面側に向け、ゲームキューブの取っ手を持つ、または、本体を抱き抱えてプレイすることは不可能ではなく、『ゲームボーイ Nintendo Switch Online』での移植版の配信（2023年6月）までは正規に本ゲームをモニターに出力する手段もゲームボーイプレーヤーに限られていた。ゲームキューブでプレイする場合、総重量が2kg近くになる本体を動かす必要があるため、非常に大きく体力を消耗するが、それを含めた競技として楽しむ向きもあり、日本国外のやり込み投稿サイトspeedrun.comの本ゲーム向け投稿ページにおいてゲームキューブでプレイした場合での記録が複数投稿される、RTA in Japanでゲームキューブでのプレイが配信される等、一定の認知度をもって遊ばれている。
『ゲームボーイ Nintendo Switch Online』移植版では、Joy-Conなど対応コントローラに組み込まれたジャイロセンサーと加速度センサーを使用する。そのためTVモード、テーブルモード、携帯モードいずれでも遊ぶことが可能。

## ストーリー
プププランド中の星がデデデ大王らによって隠されてしまったので、カービィが星を取り戻す冒険に出る。

## ミニゲーム
ステージに隠されている青いスターを取得してゴールするとゴールした後に遊べる。
カービィバルーン
下から上がってくるバルーンを矢で割るゲーム。ゲームボーイカラーを手前に素早く起こすと矢が追加できる。
バルーンは青と赤の2色あり、赤の方が上がるスピードが速く得点も高い。ミスせずに連続で割るとコンボとなる。稀に割れずに点滅するバルーンがあり、連続で撃つと高得点。また、時々出てくるデデデ大王の顔のバルーンを割ると時間が増える。
EXステージでは制限時間に変更がある。デデデ大王のバルーンの出現回数も増加する。
カービィのハードルレース
Aボタンとジャンプでデデデ大王と競争をする。レースは3回。フライング2回で1ミスとなる。
ダンス・ザ・カービィ
指定された振り付けを覚えて、その通りに踊るゲーム。クリアするにつれ、覚える振り付けが多くなる。レッスンは全部で16種類（EXステージは全部で60種類×4パターン）。各レッスン1回だけミスが可能で、2回ミスするとゲームオーバーになる。
カービィのマルチボール
時間内にボールとなったカービィを穴に入れるゲーム。クリアするに連れ穴が小さくなったり、ゴルドー（2回ぶつかるとミス）が出てくる。
ステージはノーマルとEX共に25で、ステージ25をクリアするとステージの色が変化して画面中央のワープスターに乗ったカービィの絵が飛んでいき終了となる。
ノーマルモードでは初期20秒で、ステージクリアごとにタイムが追加される。追加されるタイムはステージが進むにつれて減少し、ステージ25まで到達すれば合計は280秒になる。
EXステージでは制限時間が最初から200秒あるが、クリアしても時間が増えなくなる。ステージはノーマルモードと少し異なる程度。しかしステージ25のみノーマルモードと構造が大きく異なる。
カービィのフリフリチキンレース
十字ボタンの右とAボタンを押したままでゲームボーイカラーを振り、パワーをためスタート。ニワトリより長い距離進めると勝ちだが、100mを越えると崖から落ちる。崖から落ちた後のカービィは絆創膏をつけている。レースは3回。ニワトリに勝つと2回戦以降はゴーストカービィ（自分が出した記録）と対決する。

## 登場キャラクター

### 主人公
カービィ（声：大本眞基子）
本作の主人公で、本作ではデデデ大王に奪われた星を取り戻すために冒険に出る。

### 味方
ウィスピーウッズ
話しかけると他のレベルにワープができる。Level「3-1」と「6-1」に登場。
ダイス
Level「2-2」と「6-4」と「8-2」に登場する、仕掛けのサイコロ。味方なので 触れてもダメージを受けない。
全面に星マーク入りの「赤色」「青色」「白色」の3色のカラフルな外見をしている。
ハネアゲで振り上げると、「赤色」が出れば「赤色のゲート」、「青色」が出れば「青色のゲート」のコースの入口がランダムで開く。1度ゲートが開くと、振り直しは出来ない。「白色」が出ても何も起こらないので 再度ハネアゲで振り上げる必要がある。
何が出るかは毎回ランダムなので、1回で進む道が開く事があれば 数回振らないと駄目な時もある。
ゴッドハンド
Level「1-2」と「4-1」の「ボーナスステージ」に登場する、模様のある手袋を填めた大きな手の姿をした味方キャラクター。
「1-2」では「赤色」、「4-1」では「白色」の個体がいる。それぞれ動きが異なり、「赤色」はカービィを掴むと素早く左右に移動しながら運び続けてくれるので、Aボタンを押せば カービィを直線的に投げてくれる。「白色」はカービィを掴むと「GB本体を傾けた方向へ動きながらカービィを運んでくれる」が、時間切れになるとカービィを勝手に離してから消えてしまうので、時間が来る前に 影を頼りにしながら 足場に着地する必要がある。

### 敵キャラクター
特に指定がない限り、通常の敵はぶつかると0.5目盛り分のダメージを受ける。
カブー
モアイのような顔の敵キャラクター。ぶつかるとダメージを受けるが、その場から移動しない。ハネアゲで倒せる。
キャピィ
キノコのような姿をしていて、飛び跳ねながら攻撃してくる。「ジャンプ穴」の中から出現する事もあり、カービィが ジャンプ穴の中にいる最中に出現すると穴から弾きだされてしまう。
シリーズでは珍しく、キノコの傘が無い「埴輪(ハニワ)」の個体だけが登場する。
基本的には倒せない強敵だが、「6-1」では「ぴょんぴょん床」と「四角いジャンプ穴」と「バンパー」を使って「無敵状態」になれば 体当たりで倒せる。ぶつかってもダメージを受けない敵。
ゴルドー
目玉のついた黒い球の周りに何本かのトゲが生えた、ウニのようなキャラクター。ぶつかるとダメージを受けてしまう。「無敵状態」でも倒せない強敵。
宙に浮いているものもおり、雲に乗っている最中にぶつかるとダメージだけでなく雲から落ちてしまうので、近くに陸地や別の雲がない限りぶつかるとミスになる。
しかしシリーズでは珍しく倒すことができる個体として、ハネアゲでマキシムトマトになるゴルドーも存在する。ただしレールに沿っていたり宙に浮いているものは倒せない。
ジバサミ
砂の中から現れるアリジゴクのような敵。砂の特定の場所に潜んでおり、隠れている場所を通ると出現し、当たると1メモリ分の大ダメージを受けてしまう。
ハネアゲでも倒すことができないが、少しの間姿を現すので隠れている場所がわかるようになる。
前作の「星のカービィ64」では 倒せない強敵だったが、今作では「4-4」でだけ「四角いジャンプ穴」を利用した「無敵状態」で倒す事が可能。
「4-1」と「4-2」(※ボーナスステージのみ)と「4-4」に出現する。
シャッツォ
黒い大砲のような外見の敵。カービィに向かって砲弾を撃って攻撃する。
ハネアゲでも倒せないが、「8-3」では「四角いジャンプ穴」を利用した「無敵状態」で倒す事が可能。
スクイッシー
「3-3」の水中から現れ、一定の場所を 左右に往復したり、特定の場所を佇んでいる。
特定の場所にいる個体は、無敵状態と同じ効果のある「いかだのダッシュ」で体当たりすることで倒せる。
しかし、一定の場所を左右に往復するタイプは「いかだ」が無い場所に出現するので倒せない。
スターマン
特定のステージに飛行しながら登場。「無敵状態」や「空気弾」でも倒せないが得点が入り、連続で撃つと得点が増す。空を飛ぶのに制限時間がある都合上、永久に空気弾を当てることは不可能。
今作では「空を飛び続ける」だけで、地上を歩かない。
余談だが、カービィの横を通り過ぎると、そのまま素早く下方向へ飛んで行って消えてしまう。
デカブー
宙に浮いており、落下して地響きを起こして進行を妨害する。触れた時は1ダメージだが、踏みつぶされると2ダメージ受ける。
地面に着いた時にタイミングよくハネアゲをすることで倒すことが出来るが、「カブー」とは異なり アイテムには変化しないので、画面を少しスクロールすると何度でも復活する。
「5-4」のレッドスターは、デカブーの地響きを利用して取ることができる。
ノボット
各レベルの「お城のコース」だけに出現する。
ゼンマイ仕掛けで動き身体が点滅するロボットの兵隊。触れてもダメージは受けないが、バンパーのように大きく弾かれる。赤・青・黄の3色が存在し、赤と青はハネアゲで色が相互に変わる。
ウロウロしているもの、下にあるアイテムなどを隠しているもの、特定のくいを全て押さないと動かないもの、進を作ったり消したりするものなど、バリエーションは様々。
無敵やマイクで倒すことが可能で、くいを押さないと動かないタイプは、「ぴょんぴょん床」を利用した無敵状態になれば、くいを押さずに倒せて通行することが可能。
「3-4」と「7-4」に登場する「道を作る / 消すノボット」のみ無敵でも倒せないが、進を作り終えると密着しながら自爆する。
バットン
水色の一つ目のコウモリ。カービィを追いかけてくる。当たるとダメージを受ける。
宙に浮いているのでハネアゲでも倒すことができず、仕掛けの「トランポリン床」を利用した無敵状態や アイテムの「マイク」を使用することで倒すことが出来る。鍵を入手すると消滅する個体もいる。
「2-1」と「5-2」(※「エクストラ レベル」のみ)と「8-2」だけに出現するが、「2-1」では カービィが「金網」に隠れていれば そのまま遠くへ飛んで行ってしまう。カービィが金網から出ると また再び追いかけてくる。
バルン
顔の付いた気球の下にシャッツォをぶら下げた敵。空気弾を当てる度に表情が変わり、3回攻撃すると風船が割れて落下し倒したことになる。倒すと風船を入手できる。
風船ではなくレッドスターを持っているバルンは、ステージ後半、下方からやってくる。
エクストラレベルのみ、シャッツォが弾を撃つ。
ちなみに日本版ではバルンを倒した際に1600と入手スコアがポップアップ表示されるが、実際にはスコアには1点も加算されない。
コース「6-3」だけに出現する。
ブーラー
お化け。初代星のカービィのような舌は出していない。笑顔と怒った顔の二面を持っている。
端から端へゆらゆら浮遊するものや、特定の穴にはまっている間怒った顔をしてこちらへと詰め寄ってくる者、何体かが群れで一周し、時折鳴き声を発する者等がいる。
「ぴょんぴょん床」や「ジャンプ穴」を利用した「無敵状態」でも倒せない、なかなかの強敵。
ブルームハッター
黒い魔法使いの帽子をかぶったキャラクター。ホウキで地面を掃きながら往復で移動する。
ハネアゲでも無敵キャンディ でも倒せる。
今作では、「雲のコース」だけに出現する敵となる。
フロッツォ
タコ。カービィが橋を渡っている最中に水面から飛び出し、息を吐いてカービィを水の中に落とそうとする。ハネアゲでも倒せない。
ボーナスステージでのみ「マイク」で倒せる。「3-1」だけに出現する敵。
ブロントバート
風船を取って飛行するステージに登場。横方向にゆっくり移動しており、後ろに風船や星のかけらを連れていることもある。
今作では 風船が無いと倒せない敵であり、空気弾1発で倒せる。
その場で止まって飛んでいる個体は 倒すと「100点」、動いて飛んでいる個体は「200点」獲得できる。
「3-3」や「6-1」では 背景に混じって登場する個体がいるが、風船が近くに無い上に、倒す事が出来ない場所にいる。
ポピーブロスJr.
「6-2」で、リンゴに乗りながら上り坂と下り坂で往復している。赤と青がおり、坂の移動距離が異なる。
ぶつかってもダメージは受けないが、リンゴに乗っているのでハネアゲでは倒せない。
無敵キャンディで倒すことができる。
Mr.フロスティ
「3-1」の大きな川でサーフィンをしており、レッドスターを持ったままカービィから逃げようとする。レッドスターを取ると キョロキョロしながら焦る。
「ぴょんぴょん床」を利用した「無敵状態」でも倒せない強敵。
ユーフォー
風船で飛行している際に現れるものは、空気弾2発で倒すことができ、倒すと風船を出す。
「6-2」に出現する、地上を転がっている最中に出現するものは、下を通ると「ミステリーキャッチ」でつかまってしまいステージが逆戻りになる。Aボタン連打で抵抗することもできるが、倒せない。
ワドルディ
シリーズ最もポピュラーな敵。ハネアゲで倒せる。4体以上でまとまっているものを一気にハネアゲで倒すと、青いほしのかけらになる。
今作では ただ歩く敵だが、エクストラ レベルの「8-3」では 「ジャンプ穴」に入ってる個体もいる。
オープニングムービーでは、バンパーを運ぶ働き者の個体がおり、ミニゲーム「カービィのハードルレース」でのスタート地点とゴール地点の担当係を務める者もいる。
ワドルドゥ
ビームウィップを放つワドルディに似た敵。シリーズでは前方に放つが、今回は「タッチ!カービィ」のプレイヤーキャラのワドルドゥ同様に 360度全周りに放つ。
今作では「4-1」だけに出現する、出番が少ない敵。
今作では、その場から歩かない。

### ボスキャラクター
メガイター
Level1,2,4,5,7に登場する。
単眼のついた、ボールのような形をした敵。様々な色がいる。スライム状の体で、あたってもダメージは受けず弾かれるのみ。
その形状ゆえ基本的に体当たり攻撃がメインだが、色によって行動パターンが微妙に異なる。緑&黄色は何の取り柄を持たない標準のメガイター。
パワーアップした茶色はダメージを受けると空を舞い、落下攻撃を仕掛けてくる（この時はぶつかるとダメージを受ける。）。青色タイプはまばたきが無いことを除けば灰色タイプと同じだが、エクストラモードでは普通にまばたきするようになる。
灰色はダメージ後の突進攻撃がかなり早く、まばたきでカービィの攻撃をガードすることもあり、メガイターの中では最強。
クラッコ
Level3,6に登場する。
単眼のついた、雲の形をした敵。1回目は小さな目玉を出して攻撃してくるが、2回目は大ダメージを受ける雷攻撃を仕掛けてくる。エクストラモードでは雷の連射性能が向上している。
カービィがクラッコにぶつかると2メモリ分の大ダメージを受けてしまう。通った所にはゴルドーが配置される。
フィールドの最も手前まで到達すると完全無敵モードに突入して空気弾も効かなくなり、そのまま素早い体当たり一撃でやられてしまうため、強制ミスとなる。
デデデ大王
本作のラストボスであり、Level8に登場する。
体当たりをしたり、ハンマーを投げたりして攻撃してくる。星のかけらを飲み込んだため、無敵状態となっている。
「EXモード」では、フィールドの左右のトゲが無くなっている為、この左右の付近で とどめを刺してデデデ大王を倒した後に 勝手にカービィが転がった際に 穴に落ちてしまう事があるので、注意が必要。

## スタッフ
- プロデューサー：上村雅之、谷口和彦
- スーパーバイザー：中郷俊彦
- ディレクター：鈴木利明
- アシスタント・ディレクター：坂上博樹
- コース・デザイナー：坂上博樹、えんどうごう、米政美
- デザイナー：松原祥、畠山英男、きむらきょうこ
- イラストレーター：井沢圭子
- サウンド：前川琢也、尾崎裕一、米政美
- プログラマー：笠松栄弘、西川英治、能登英司、幸田清、鈴木ゆかり
- 進行管理：さかもとあきや
- スペシャル・サンクス：宮本茂、手塚卓志、岩田聡、菅浩秋、桜井政博、清水一伸、土山義則、山内克仁、SRD、任天堂開発第二部（英語版）スタッフ、スーパーマリオクラブ
- エグゼクティブ・プロデューサー：山内溥

## 評価
- ゲーム誌『ファミ通』の「クロスレビュー」では合計30点（満40点）でシルバー殿堂を獲得した[16]。

- ゲーム本『ゲームボーイパーフェクトカタログ』では、動きセンサーカートリッジを搭載している事が画期的であると評価した他、コースのバリエーションが豊富である事や多彩なアクション、ミニゲームが収録されている事を含めて「飽きがこないゲームデザインになっている」と肯定的に評価した[3]。

## 続編
次回作『コロコロカービィ2』をゲームキューブで発売する予定があったが、後に『Roll-o-Rama』というゲームシステムを引き継いだオリジナルタイトルに改題され、そのまま続報が無くなり開発中止になった。操作はGBAケーブルで接続したゲームボーイアドバンスをコントローラーとして使う予定であり、カービィがテレビ画面とゲームボーイアドバンスの画面を往来するシステムが構想されていた。